# Quần đảo Balintang
Quần đảo Balintang là một nhóm đảo đá nhỏ ở giữa Balintang Channel, trong eo biển Luzon, phía bắc Philippines. Các hòn đảo gần như cách đều cho cả hai đảo Babuyan, Cagayan, nằm khoảng 29 dặm (47 km) về phía tây nam, và đảo Sabtang, Batanes, nằm 28 dặm (45 km) về phía Tây Bắc. Nhóm này bao gồm bảy đảo nhỏ, các đảo đá có thể nhìn thấy khoảng 24 dặm (39 km) trong thời tiết rõ ràng.

## Liên kết
- A picture of Balintang Island
- The rocky islets east of Balintang Island